# Scylaticus quadrifasciatus
Scylaticus quadrifasciatus är en tvåvingeart som beskrevs av Engel och Cuthbertson 1934. Scylaticus quadrifasciatus ingår i släktet Scylaticus och familjen rovflugor.
Artens utbredningsområde är Zimbabwe. Inga underarter finns listade i Catalogue of Life.